# 拉加爾塞阿納
拉加爾塞阿納（西班牙語：La Garceana），是巴拿馬的城鎮，位於該國中西部，由貝拉瓜斯省的蒙蒂霍區負責管轄，面積25.6平方公里，海拔高度81米，2010年人口276，人口密度每平方公里10.8人。